# Angioscanner

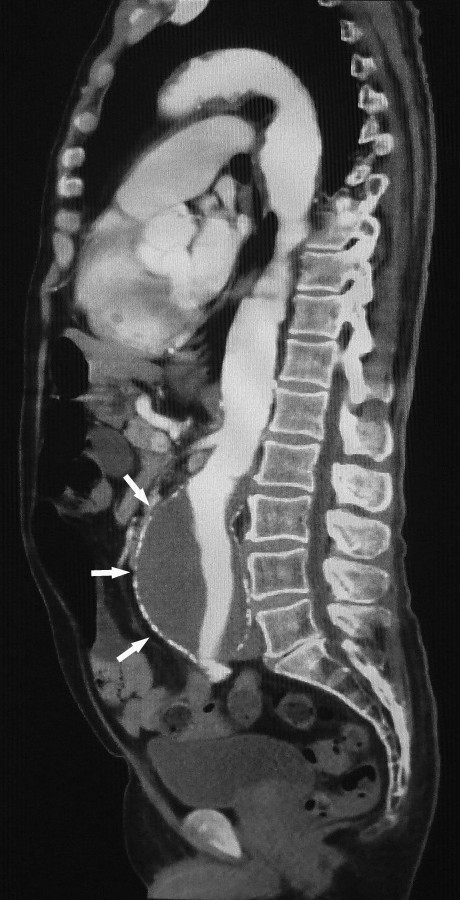
Coupe mince sagittale d'un anévrisme de l'aorte abdominale (AAA) par tomodensitométrie (flèches).

L'angioscanner, appelée aussi angioscopie, est un examen d'imagerie médical qui permet la visualisation des vaisseaux sanguins qui ne sont habituellement pas visibles par radiographie standard. Il fonctionne avec l'injection d'un produit de contraste iodé visible au scanner par l'action des rayons X le rendant opaque.

## Application
Cela permet de détecter tout problème vasculaire, comme une sténose, en plus de cartographier le réseau vasculaire, par exemple avant une intervention chirurgicale.